# ناو بون (ایندیانا)
ناو بون (به انگلیسی: Gnaw Bone) یک منطقهٔ مسکونی در ایالات متحده آمریکا است که در شهرستان براون، ایندیانا واقع شده‌است. ناو بون c٫۲۰۰ نفر جمعیت دارد.